# 闘真会館
闘真会館（とうしんかいかん）は、清水祐治が創始した空手道組織である。正式名称は国際親善空手道連盟闘真会館（こくさいしんぜんからてどうれんめいとうしんかいかん）。由来は真の闘いを追求する会（組織）であることから付けられた。海外に9ヶ国(メキシコ・ブラジル・ウルグアイ・チリ・ベネズエラ・オーストラリア・イラン・ミャンマー・中国)に道場を持つ。日本国内に留まらず海外に2000名の門下生を抱えている。

## 歴史
1985年に闘真会館を創設。同年に愛知県安城市に総本部道場を竣工。闘真会館は直接打撃制空手(フルコンタクト空手)に顔面あり(現在のアメリカンキックボクシングに類似)を取り入れ“真”の闘いを追求し、毎年愛知県大会を開催。
1999年にBATTLE FRONT1に改名し、空手、キックボクシング、総合格闘技の興行活動に奮闘。
2005年、教育方面に専念するべくBATTLE FRONT1を廃止。2006年にミュージック空手を発足し、名誉会長に議院運営委員長鈴木政二(当時官房副長官)を迎えた。2010年に上海万博にて大規模な演武を披露。

## 級・段位
定められた稽古を行ったうえ、昇級審査を受けて合格すれば昇級することができる。昇級時には帯色および呼称が次のように変化する。
- 無級‐白帯
- 10級 - オレンジ帯(白線入)
- 9級 - オレンジ帯
- 8級 - 黄帯(白線入)
- 7級 - 黄帯
- 6級 - 紫帯(白線入)
- 5級 - 紫帯
- 4級 - 緑帯(白線入)
- 3級 - 緑帯
- 2級 - 茶帯(白線入)
- 1級 - 茶帯

昇段後は帯色が黒色になる。又、段位に応じて次のような呼称をもつようになる。
- 初段‐先範
- 二段‐指導員
- 三段‐師範代
- 四段‐師範
- 五段‐師範
- 六段‐錬士
- 七段‐教士
- 八段‐範士

## 形
- コンビネーション(NO.1〜NO.5)
- 平安形(初段〜5段)
- センエンチン
- バッサイダイ
- アンナンコウ
- ジオン
- 四方公相君
- クウシャンク
- 松村ローハイ
- トマリバッサイ
- アーナン
- スーパーリンペー